# Lady Drag
Lady Drag es un personaje creado en 2007 por el artista salvadoreño Marvin Pleitez (San Salvador, 1982), y popularizado el 5 de septiembre de 2021, durante una serie de manifestaciones en contra del gobierno de Nayib Bukele como parte de la crisis política en El Salvador, convirtiéndose en un icono durante diversas protestas populares posteriores.

## Marvin Pleitez
Lady Drag es un personaje creado por el artista Marvin Francisco Pleitez Marroquín, un fisicoculturista federado que además practica danza y teatro que estudió en Cuba. También se dedica a la docencia universitaria, así como trabaja con distintas organizaciones en las áreas de producción artística. Este personaje ha permitido al artista realizar crítica social, económica, política y ambiental.
En el 2023, Héctor Antonio Canales Mercado hermano de Lady Drag fue parte de las víctimas durante el régimen de excepción al negarle llevarle sus medicamentos por asma y problemas cardíacos diagnosticados en el penal de Izalco, el Instituto de Medicina Legal (IML) entregó el informa de que había fallecido por causa de un edema pulmonar.

## Creación del personaje
Su primera aparición fue bajo el nombre de Lady Evance Versace Garuch, cuando debutó un concurso de belleza en Scape, una conocida discoteca LGTB de El Salvador, donde obtuvo la victoria e inició una serie de shows.
Antes de viajar a Cuba para estudiar teatro, Marvin apartó al personaje. A su regreso, tras la insistencia de amistades, retomó su faceta drag y realizó presentaciones en discotecas donde aunaba lo artístico con su faceta político-social.

## Participaciones políticas
Su primera aparición política fue en la manifestación realizada el 7 de septiembre de 2021 contra el gobierno de Nayib Bukele, la cual fue convocada por diversas organizaciones y sectores de la sociedad civil para protestar por diversas luchas sociales, entre ellas la aprobación del uso de bitcoin como moneda de curso legal, y la obligatoriedad de jubilación para jueces mayores de 60 años o de 30 años de antigüedad en el cargo.
El traje de su personaje en esta participación constaba de un abrigo color borgoña y el símbolo de "No al bitcóin" estampado en el pecho, cabello blanco y amarillo, y un característico maquillaje de drag queen. Portó además un cartel que decía: "Estamos ante una generación cobarde". Llamó mucho la atención en un país donde el arte drag aún se encuentra en desarrollo.

"Como artista, antes de salir a la calle, pensé que si salía como Marvin Pleitez iba a ser uno más en la marcha, pero quería que fuera algo más, que la gente que me estuviera viendo y escuchando se sintiera representada con Lady Drag; que tuviera un discurso para las nuevas generaciones, para que no solo se queden  en redes sociales".

El 15 de septiembre de 2021, cuando se convocó la segunda protesta masiva, Lady Drag llevó una capa de siete metros de largo con los colores azul y blanco, con motivo de las celebraciones por el bicentenario de la independencia de Centroamérica.
Dos días después, el 17 de septiembre de 2021, el personaje lució un vestido cian, color identificativo del partido de gobierno Nuevas Ideas, además de un cártel en el que se leía "los traicioné". Con una vestimenta azul de hombreras anchas donde se sostenían dos cabezas y caminando con una balanza y la Constitución de El Salvador en las manos se presentó en la marcha del 12 de diciembre de 2021.
El 10 de enero de 2022, se presentó en la Asamblea Legislativa con una iniciativa de ley y una reforma al código penal para la prohibición de la reelección del presidente Nayib Bukele. Su acceso fue denegado por la seguridad de la Asamblea Legislativa, así como su derecho de iniciativa de ley inherente a todos los salvadoreños, sin embargo, fue acompañada por la diputada Claudia Ortiz, del partido VAMOS permitiéndole poder ingresar a la ventanilla de la Asamblea Legislativa.
El 31 de marzo de 2022 con la consigna “Régimen de excepción no es igual a silencio” en una capa negra recorrió las calles de San Salvador, desde el Monumento el Divino Salvador del Mundo hasta el Parque Cuscatlán en protesta por las violaciones del régimen de excepción, debido a cateos a niños y niñas que van a sus escuelas en las colonias.
El 28 de enero de 2022 señaló en su cuenta de Twitter que tuvo relaciones íntimas con diputados de los partidos políticos FMLN y ARENA. 

"A mí me interesa trabajar el tema comunitario, me interesa llegar ahí, pero creo que la Lady es un personaje de las calles y del pueblo, y voy a hacer todo lo posible por cuidarla y no ensuciarla, con ningún partido político".

En el 4 de febrero del 2024 durante el proceso de votaciones para la elecciones presidenciales en el Instituto Técnico Exsal se presentó haciendo uso de un vestido negro, con el rostro cubierto en negro también y arrastrando la constitución de El Salvador y otros libros como "El asco: Thomas Bernhard en San Salvador", mientras sostenía con la otra un DUI. Su protesta fue en contra de la pobre educación que se ve en el país, aplaude las propuestas de seguridad y turismo pero sin aprobar la detención arbitraria de personas inocentes.